# Christian Wilhelm Johann Engelbrecht
Christian Wilhelm Johann Engelbrecht (* 13. Dezember 1612 in Halle (Saale); † 17. Juli 1675 in Oesdorf) war ein deutscher Jurist, Bürgermeister von Einbeck, Landsyndikus und Landrentmeister.

## Leben
Engelbrecht stammte aus der Beamtenfamilie Engelbrecht und war ein Sohn des braunschweigisch-lüneburgischen Geheimrats und Kanzlers Arnold Engelbrecht (1582–1638), der zum Zeitpunkt der Geburt seines ältesten Sohnes noch Advokat und Hofrat zu Halle war, und seiner ersten Frau Anna Margaretha Stisser (1594–1629), Tochter des Juristen Kilian Stisser.
Er erhielt zunächst Privatunterricht, unter anderem bei dem Universalgelehrten Hermann Conring. Am 9. Dezember 1628 immatrikulierte er sich in Helmstedt, wo er unter Vorsitz Conrings 1635 zum Thema De mutationibus rerum publicarum disputierte. 1637 wechselte er an die Universität Groningen und nach Utrecht. 1638, nach dem Tod seines Vaters, kehrte er zurück nach Hannover, wo sein Vater beigesetzt wurde. 1640 wurde er zum Doktor beider Rechte promoviert.
Im selben Jahr berief man ihn zum Syndikus der Calenbergischen Landschaft sowie der Stadt Einbeck, wo er zeitweilig auch Bürgermeister war. 1649 war er am sogenannten Rezess des Rates mit der Bürgerschaft der Stadt Einbeck in Osterode beteiligt.
1650 berief man ihn als Nachfolger des verstorbenen Christoph Wilhelm Blume zum Landrentmeister mit Wohnsitz in Hannover. Seine Stellung als Syndikus der Stadt Einbeck gab er auf, behielt aber das Syndikat der Landschaft. Bis zu seinem Tod blieb er in diesen Stellungen tätig.
Fast 27 Jahre lang „schleppte er sich mit dem Podraga“, litt also an Gicht der Großzehe, dazu auch an Scharbock (Skorbut) und am „Affectus Hypochondriacus“, also Hypochondrie. Zur Behandlung dieser Erkrankungen begab er sich mehrfach zum Sauerbrunnen nach Bad Pyrmont. Auf der letzten dieser Reisen verstarb er dort im Ortsteil Oesdorf. Begraben wurde er am 18. August 1675 in Hannover.

## Familie
Engelbrecht war zweimal verheiratet. In erster Ehe heiratete er am 22. Oktober 1639 in Einbeck Catharina Peträus (* 31. Dezember 1620 in Einbeck; † 21. Juni 1651 ebenda), Tochter des Heinrich Peträus (1579–1640), Syndikus der Städte Hannover und Einbeck, und dessen Frau lse geb. Schwarzkopf († 1651).
Aus dieser Ehe gingen folgende Kinder hervor:
- Arnhold Heinrich Engelbrecht (* 1640 in Einbeck; † 1710), Hof- und Kanzleirat in Hannover
- Ilse Dorothea Engelbrecht (* 3. Juni 1642 in Einbeck; † 12. August 1706 in Wienhausen); ⚭ 27. November 1661 in Hannover mit Georg Michael Bacmeister (* 7. März 1625 in Lüneburg; † 28. Juli 1678 in Celle),[2] Hof- und Kanzleirat in Celle
- Margarethe Elisabeth Engelbrecht (* 13. Oktober 1643 Einbeck; † 13. Januar 1700); ⚭ 13. Oktober 1662 in Hannover Johann Kotzebue
- Emerentia Engelbrecht (* 3. Juli 1645 in Einbeck); ⚭ 1667 Johann Friedrich Crauel
- Dorothea Margarethe Engelbrecht (* 1646); ⚭ Heinrich Christoph Erythropel (1650–1710), fürstl. holstein-plönscher Leibarzt und Hofrat
- Jobst Heinrich Engelbrecht (* 1649 in Einbeck; † 1726 in Gronau), Hauptmann
- Anna Rosine Engelbrecht (* 15. Dezember 1650 in Einbeck); ⚭ 1674 Andreas Gottfried Ammon, Superintendent in Wunstorf

In zweiter Ehe heiratete er am 31. August 1652 Anna Catharina Schrader (* 16. September 1630 in Braunschweig; † 11. Dezember 1686 in Plön), Tochter des Braunschweiger Patriziers Henning Schrader (1605–1657) und der Hedwig geb. Conerding (1606–1687).
Aus der zweiten Ehe entsprossen:
- Henning Dietrich Engelbrecht (* September 1653 Einbeck; † 4. Januar 1695), Kurfürstl. brandenburg. Kammersekretär zu Halle
- Martin Engelbrecht, Arzt in Hamburg
- Christian Balthasar Engelbrecht (* 1655), Klosterrat in Leipzig
- Heinrich Georg Engelbrecht (* 16. Juni 1656 in Einbeck; † 1703), Superintendent zu Harburg, Probst des Klosters Frankenberg; ⚭ in Loccum Elisabeth Sophie Cleve
- Hedwig Catharina Engelbrecht (* 1662; † 1701); ⚭ 7. Februar 1682 in Hannover David Rupert Erythropel